# Ziekte van Buerger
De ziekte van Buerger of thrombangiitis obliterans is een chronische ontsteking van de bloedvaten. Deze leidt uiteindelijk tot vaatschade en het ontstaan van trombose.

## Symptomen
De ziekte komt voor bij relatief jonge mannen en in toenemende mate ook vrouwen van rond de 40 jaar, waarbij roken een evidente risicofactor is. Het komt voor in armen en benen en dan met name in de uiteinden: vingertoppen en tenen. Door de ontsteking ontstaat trombose en uiteindelijk weefselschade (necrose). Dit kan leiden tot amputaties van tenen of vingers. De aangedane lichaamsdelen worden koud en pijnlijk en lopen kan bemoeilijkt worden: etalagebenen (claudicatio intermittens). De aderontsteking (flebitis) kan een verspringend karakter hebben (van de ene plek naar de volgende).

## Behandeling
De belangrijkste behandeling bestaat uit preventie. De patiënt moet stoppen met roken. Er zou een mogelijke overgevoeligheid zijn voor tabak.

## Epidemiologie
De ziekte van Buerger komt vaker bij mannen voor dan bij vrouwen. Het komt vaker voor in Israël, Japan en India (langs de oude zijderoute) dan in Europa en de VS. De ziekte komt het meest voor in Zuid-Azië, waar men sigaretten rookt die gemaakt zijn van ruwe tabak.

## Geschiedenis
De ziekte van Buerger is het eerst beschreven door Felix Von Winiwarter in 1879 in Duitsland. Later is het meer gedetailleerd beschreven door Leo Buerger in 1908 in New York. Hij noemde het preseniel spontaan gangreen na het bestuderen van amputaties bij 11 patiënten.